# Tituli miliari
Tituli miliari bili su starorimski prometni znakovi. Izgleda su stupova. Građeni su od kamena. Na njima su uklesani podatci o dužini cesta i njihovoj lokaciji u odnosu na druge ceste. Uobičajeno je bilo da je bilo zapisano i ime cestograditelja te rimskoga imperatora u čije vrijeme su ceste građene. Nekad su i jedinim dokazom o pravcu kojim je cesta išla.
Splitski Arheološki muzej čuva miljokaze cesta koje su išle iz Salone u unutrašnjost te četiri ploče sa staroga zvonika sv. Duje (obnovljen koncem 19. stoljeća) na kojima je zabilježena izgradnja salonitanskih putova s početka nove ere i ime carskoga namjesnika.